# IC 1097
IC 1097 ist eine Spiralgalaxie vom Hubble-Typ Sb im Sternbild Bärenhüter am Nordsternhimmel. Sie ist schätzungsweise 277 Millionen Lichtjahre von der Milchstraße entfernt.
Das Objekt wurde am 20. Juli 1892 von Stéphane Javelle entdeckt.